# Castanopsis hupehensis
Castanopsis hupehensis är en bokväxtart som beskrevs av Chi Son Chao. Castanopsis hupehensis ingår i släktet Castanopsis och familjen bokväxter. Inga underarter finns listade.